# Bányahavas
Bányahavas románul: Muntele Băișorii, falu Romániában, Erdélyben, Kolozs megyében.

## Fekvése
Járabányától nyugatra fekvő település.

## Története
Bányahavas nevét 1760-ban említette először oklevél Kis Bányahavas néven.
Kis Bányahavas lakói román hegyi zsellérek voltak, juhtenyésztéssel és fafeldolgozással foglalkoztak.
Bányahavas közelében található az 1395 méter magasságú Kishavas, távolabb, tőle délnyugatra az 1826 méter magasságú Nagyhavas csúcsa.
Bányahavas (Muntele Băișorii), más néven Kisbányahavas vagy Kisbánya, a megye kedvelt üdülőhelye, sícentruma. A sajtóban és a köznyelvben a Kisbánya név gyakran csak a sípályára és környékére vonatkozik. A síszezon decembertől márciusig tart, a sípálya 1,2 km hosszú.
Nevének változatai: 1888-ban Havas Kisbánya, 1913-ban Bányahavas.
A trianoni békeszerződés előtt Torda-Aranyos vármegye Alsójárai járásához tartozott.
1910-ben 1151 lakosából 11 magyar, 1140 román volt. Ebből 1062 görögkatolikus, 78 görögkeleti ortodox volt.